# 圣艾蒂安德皮科尔比耶
圣艾蒂安-德皮科尔比耶（法語：Saint-Étienne-de-Puycorbier，法語發音：[sɛ̃.t‿etjɛn də pɥikɔʁbje]）是法国多尔多涅省的一个市镇，位于该省西部，属于佩里格区。

## 地理
圣艾蒂安-德皮科尔比耶（45°5'33"N, 0°19'46"E）面积13.54 平方千米，位于法国新阿基坦大区多爾多涅省，该省份为法国西南部内陆省份，是法國本土面积第三大的省，大致对应佩里戈尔地区，北起顺时针与夏朗德省、上维埃纳省、科雷兹省、洛特省、洛特-加龙省、吉倫特省和滨海夏朗德省接壤。
与圣艾蒂安-德皮科尔比耶接壤的市镇（或旧市镇、城区）包括：圣安德烈德杜布勒、博罗讷、圣弗龙德普拉杜、圣马丹拉斯捷、圣米歇尔德杜布勒。
圣艾蒂安-德皮科尔比耶的时区为UTC+01:00、UTC+02:00（夏令时）。

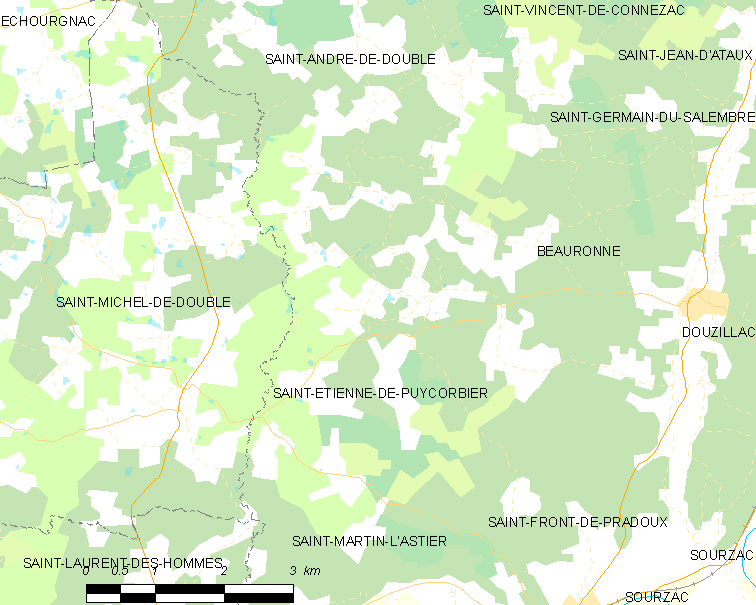
圣艾蒂安-德皮科尔比耶的OSM定位图

## 行政
圣艾蒂安-德皮科尔比耶的邮政编码为24400，INSEE市镇编码为24399。

## 政治
圣艾蒂安-德皮科尔比耶所属的省级选区为伊勒河谷县。

## 人口
圣艾蒂安-德皮科尔比耶于2022年1月1日时的人口数量为109人。

1962-2008年间圣艾蒂安-德皮科尔比耶人口变化图示